# Vanduzi
Vanduzi es un distrito de la provincia de Manica, en Mozambique, con una población censada en agosto de 2017 de 124 064 habitantes.
Se encuentra ubicado en el centro-oeste del país, junto a la frontera con República de Zimbabue y cerca del monte Binga.